# ロビン・シック
ロビン・シック（Robin Thicke、1977年3月10日 - ）は、アメリカ合衆国ロサンゼルス生まれのシンガーソングライター、ミュージシャン、音楽プロデューサー、俳優。2013年のアルバム『ブラード・ラインズ』、同アルバムのリードシングル「ブラード・ラインズ〜今夜はヘイ・ヘイ・ヘイ♪」はともに全米1位を記録。また、全米5位ならびにプラチナディスクを獲得した2006年のアルバム『イヴォリューション・オブ・ロビン・シック〜ロビン・シックの進化論』でもよく知られている。

## 人物
カリフォルニア州ロサンゼルスで生まれる。父親はアメリカ合衆国のコメディテレビドラマ『愉快なシーバー家』のジェイソン・シーバー役で知られ、数々のエミー賞やゴールデングローブ賞にもノミネートされたこともあるカナダ人俳優のアラン・シック、母親は昼ドラ『デイズ・オブ・アワ・ライブス』のリズ・チャンドラー役で知られる女優で歌手のグロリア・ローリング。1974年生まれの兄ブレナンはかつて1980年代半ばに声優として活動している。16歳の頃から女優ポーラ・パットンと交際し、2005年に結婚、息子ジュリアン・フエゴ・シックをもうける。アメリカ合衆国とカナダの二重国籍者。現在、カナダのブリティッシュコロンビア州の都市バンクーバー在住。身長187cm。

## 音楽活動
初期、マイアに楽曲「No Tears on My Pillow」を書き、ブランディには楽曲「Love Is on My Side」を提供、そしてまたクリスティーナ・アギレラのデビューアルバムにも関わった。1996年には19歳にしてカラー・ミー・バッドの名曲「Sexual Capacity」を作曲・共同プロデュースし、R&Bチャート20位のヒットとなった。また、1997年のブラウンストーンのセカンド・アルバム『Still Climbing』や、1999年のケヴォン・エドモンズ（ベイビーフェイスの兄）のアルバム『24-7』に作曲家として参加。	
2002年にシック名義でデビューアルバム『Cherry Blue Skies』を発表したが、いくつかの事情でタイトルを変更・改作したうえで、2003年にタイトル『A Beautiful World』として再リリースする、このアルバムのジャケットを女優ポーラ・パットンが飾った。全米ビルボードアルバムチャートでは辛うじてチャートイン、最高152位を記録。同アルバムのリードシングル「When I Get You Alone」はオーストラリア、ニュージーランド、イタリア、オランダ、ベルギーといった国々のシングルチャートでトップ20に入る。また、オーストラリアではゴールドディスクを獲得している。
ファレル・ウィリアムスのレーベルであるスタートラックと契約、名義をシックからロビン・シックへと変更する。2006年、プロデューサー兼フィーチャーにファレル・ウィリアムス、ゲストにフェイス・エヴァンス、リル・ウェインといったアーティストを迎えた2枚目のアルバム『イヴォリューション・オブ・ロビン・シック〜ロビン・シックの進化論』を発表、同アルバムは全米ビルボードアルバムチャートで最高5位を、米国ビルボードR&B/ヒップホップアルバムチャートでは1位を記録し、最終的にアメリカ合衆国においてプラチナディスク認定された。また、アルバムよりシングルカットされた「ロスト・ウィザウト・U」のミュージックビデオでポーラ・パットンと共演、同楽曲は全米ビルボードシングルチャートで第14位、米国ビルボードホットR&B/ヒップホップソングスで1位、全英シングルチャートで第11位を記録し、ロビン・シックのシングルとしては2013年の楽曲「ブラード・ラインズ〜今夜はヘイ・ヘイ・ヘイ♪」に次ぐ成功である。
並行して、ジェニファー・ハドソンのデビューアルバム『Jennifer Hudson』、アッシャーの2004年のアルバム『Confessions』、リル・ウェインのアルバムである2005年の『Tha Carter II』ならびに2008年の『Tha Carter III』にそれぞれプロデューサーとして関わる。リル・ウェインがゲスト参加した3枚目のアルバム『Something Else』を2008年9月30日にリリース、全米ビルボードアルバムチャートで最高3位を記録、最初の週で136,944枚を売り上げる。
2009年に公開された恋人のポーラ・パットンが教師の役柄で出演する米国映画『プレシャス』の楽曲をプロデュースするがのちにおきかわる。同年、テレビドラマ『ゴシップガール』で有名な女優レイトン・ミースターのデビューシングル「サムバディ・トゥ・ラブ」でフィーチャリングした。
2009年12月15日にリリースされた4枚目のアルバム『Sex Therapy: The Session』にジェイ・Z、ニッキー・ミナージュ、エステル、スヌープ・ドッグ、キッド・カディ、ゲームらをフィーチャーする。同アルバムは全米ビルボードアルバムチャートで最高9位、初週で123,000枚を売り上げた。
2011年12月6日にリリースされた5枚目のアルバム『Love After War』は全米ビルボードアルバムチャートで最高22位を獲得、初週での売り上げは41,000枚であった。
2013年3月26日、6枚目のアルバム『ブラード・ラインズ』からの先行シングルとなる「ブラード・ラインズ〜今夜はヘイ・ヘイ・ヘイ♪」をリリース。米Billboard Hot 100チャートにおいて12週連続で1位を記録したのをはじめ、全英シングルチャートなど諸外国のチャートでも軒並み1位を獲得する大ヒットとなった。米ビルボードのHot R&B/Hip-Hop Songsでは16週連続1位を記録し、同チャートがニールセン・サウンドスキャンの集計を導入した1992年12月以後では最長1位記録を更新した。同チャートが「Harlem Hit Parade」としてスタートした1942年以後の通算記録では、ジョー・リギンスの「ザ・ハニードリッパー」、ルイ・ジョーダンの「チュー・チュー・チ・ブギ」（共に18週1位）が歴代1位であり、「ブラード・ラインズ〜今夜はヘイ・ヘイ・ヘイ♪」は歴代4位タイ記録となる。アルバム『ブラード・ラインズ』はイギリスでは6月12日に、アメリカでは6月30日にリリースされ、全英アルバムチャート、Billboard 200ともに初登場1位を獲得した。なお、アメリカでの初週売上枚数は177,000枚である。

## ディスコグラフィ

### アルバム
| 年                                        | タイトル                      | アルバム詳細 | チャート最高位 | チャート最高位 | チャート最高位 | チャート最高位 | チャート最高位 | チャート最高位 | チャート最高位 | チャート最高位 | チャート最高位 | 認定                                                                          |
| 年                                        | タイトル                      | アルバム詳細 | US             | AUS            | CAN            | FRA            | IRL            | NLD            | NZ             | SWI            | UK             | 認定                                                                          |
| ----------------------------------------- | ----------------------------- | --- | -------------- | -------------- | -------------- | -------------- | -------------- | -------------- | -------------- | -------------- | -------------- | ----------------------------------------------------------------------------- |
| 2003                                      | A Beautiful World             | - 発売日: 2003年4月15日 - レーベル: NuAmerica, Interscope - フォーマット: CD, digital download - 全米売上: 6.3万枚     | 152            | —              | —              | —              | —              | 36             | —              | —              | —              |                                                                               |
| 2006                                      | The Evolution of Robin Thicke | - 発売日: 2006年10月3日 - レーベル: Star Trak, Interscope - フォーマット: CD, LP, digital download - 全米売上: 150万枚 | 5              | —              | —              | 184            | —              | 60             | —              | —              | 30             | - US: プラチナ                                                                |
| 2008                                      | Something Else                | - 発売日: 2008年9月30日 - レーベル: Star Trak, Interscope - フォーマット: CD, LP, digital download - 全米売上: 50万枚  | 3              | —              | 26             | 92             | —              | 25             | —              | 65             | 83             | - US: ゴールド                                                                |
| 2009                                      | Sex Therapy: The Session      | - 発売日: 2009年12月15日 - レーベル: Star Trak, Interscope - フォーマット: CD, digital download - 全米売上: 50万枚     | 9              | —              | —              | —              | —              | —              | —              | —              | —              | - US: ゴールド                                                                |
| 2011                                      | Love After War                | - 発売日: 2011年12月6日 - レーベル: Star Trak, Interscope - フォーマット: CD, digital download - 全米売上: 20.6万枚    | 22             | —              | —              | —              | —              | —              | —              | —              | —              |                                                                               |
| 2013                                      | Blurred Lines                 | - 発売日: 2013年7月30日 - レーベル: Star Trak, Interscope - フォーマット: CD, digital download - 全米売上: 73.1万枚    | 1              | 4              | 1              | 10             | 5              | 3              | 5              | 1              | 1              | - US: ゴールド - CAN: ゴールド - FRA: ゴールド - SWI: ゴールド - UK: ゴールド |
| 2014                                      | Paula                         | - 発売日: 2014年7月1日 - レーベル: Star Trak, Interscope - フォーマット: CD, digital download - 全米売上: 4.8万枚      | 9              | 207            | —              | —              | —              | 88             | —              | 63             | 200            |                                                                               |
| "—"は未発売またはチャート圏外を意味する。 |                               | |                |                |                |                |                |                |                |                |                |                                                                               |

### シングル
- When I Get You Alone（2003）
- Brand New Jones（2003）
- Wanna Love You Girl（2005）
- ロスト・ウィザウト・U Lost Without U（2007）    全米14位
- Can U Believe（2007）
- Got 2 Be Down（2007）
- Magic（2008）
- The Sweetest Love（2008）
- Sex Therapy（2009）
- Rollacoasta（2010）
- It's in the Mornin（2010）
- Love After War（2011）
- Pretty Lil' Heart（2011）
- All Tied Up（2012）
- ブラード・ラインズ〜今夜はヘイ・ヘイ・ヘイ♪　Blurred Lines（2013）    全米1位
- For the Rest of My Life（2013）
- Give It 2 U（2013）
- Morning Sun（2015）